# ナイトシフト 真夜中の救命医
『ナイトシフト 真夜中の救命医』（ナイトシフトまよなかのきゅうめいい、The Night Shift）は、アメリカのNBCで2014年から2017年まで放送されたテレビドラマ。
アメリカでの第1シーズンの初回放送は2014年5月27日に開始された。
日本ではWOWOWで2015年1月27日から毎週火曜23：00に第1シーズンが（字幕版は毎週水曜1：00。再放送は翌週火曜16：00）、2016年2月2日から毎週火曜23：00に第2シーズンが放送（字幕版は毎週水曜1：00）。
2016年10月13日から、毎週木曜深夜（金曜未明）2：25に関西テレビで第1シーズンを放送開始。
2017年1月14日から、AXNでシーズン1が放送され4月2日（第1・2話）と4月9日（第3～14話）の2日間にシーズン2を一挙放送。

## あらすじ
テキサス州のサンアントニオ記念病院を舞台にした医療群像ドラマであり、ＥＲの夜間シフトを務める、医師たちの奮闘を描く。
医師や看護師の多くが元軍医や従軍経験者で、その経験からか、事故現場などへ直接赴き、救急処置も行う。緊急時には戦地で行う処置を用いることもしばしばである。

## 登場人物

### メイン
TC・キャラハン
演 - オーエン・マッケン、日本語吹替 - 津田英佑
ナイトシフトの救命医。アフガニスタン帰りの元軍医で戦地で兄を亡くした経験を持つ。医師として抜群の技術を持っているが、権威には反抗的で、患者を救うためなら手段を選ばない。
ジョーダン・アレクサンダー
演 - ジル・フリント、日本語吹替 - 佐古真弓
TCの元恋人で、聡明で腕利きの医師。元は日勤。ラゴーサに自らを売り込んで夜勤のチーフとなるが、シーズン2では、治療ミスをきっかけに解任。TCとは一度別れたものの、一緒に働くようになったことで微妙な関係が続く。
トファー・ジーア
演 - ケン・レオン、日本語吹替 - 小森創介
ナイトシフトの救命医。TCの親友で一緒に従軍していた経験がある。機転が利き、患者思い。ジョーダンの代わりにナイトシフトのチーフを務める。(シーズン1-3)
ドリュー・アリスター
演 - ブレンダン・フェア、日本語吹替 - 玉木雅士
ナイトシフトの救命医。元衛生兵で生真面目な性格。同性愛者でリックという恋人がいる。格闘技に長けている。
ポール・カミングス
演 - ロバート・ベイリー・Jr、日本語吹替 - 須藤翔
ナイトシフトの研修医。素直な性格のため、からかわれやすい。外科医の家系の生まれで、父親は優秀な脳外科医。
クリスタ・ベル＝ハート
演 - ジーナン・グーセン、日本語吹替 - 根本圭子
ナイトシフトの研修医。才色兼備だが、気が強いタイプ。(シーズン1-2)
ケニー・フォーネット
演 - JR・レモン、日本語吹替 - 鶴岡聡
経験豊かな頼れるベテラン看護師。冗談好きでお調子者の一面もある。
マイケル・ラゴーサ
演 - フレディ・ロドリゲス、日本語吹替 - 古谷徹
サンアントニオ記念病院の事務長。規律に厳格で、常に病院の経営を最優先していたが、腫瘍の摘出手術を受けたことで辞職し、夢を実現するため医師助手になる。視力の問題により断念した過去がある。シーズン3では別れた妻の連れていった子供たちの側にいるためダラスの病院に移りインターン中。(シーズン1-2)
ランドリー・デ・ラ・クルス
演 - ダニエラ・アロンソ、日本語吹替 - 安藤麻吹
サンアントニオ記念病院の精神科医。テキサス出身で陽気な性格。TCの恋人だったが別れる。シーズン1のみ出演。
スコット・クレメンス
演 - スコット・ウルフ、日本語吹替 - 松本保典
サンアントニオ記念病院の外科医。ジョーダンと恋人関係にあったが、ジョーダンのTCへの気持ちを知り別れる。
シャノン・リヴェラ
演 - タナヤ・ビーティ、日本語吹替 - 鷄冠井美智子
ナイトシフトの研修医。

### リカーリング
モリー・ラモス
演 - エソディー・ガイガー、日本語吹替 - みやかわ香月
ナイトシフトのベテラン看護師。
グウェン・ガスキン
演 - マール・ダンドリッジ、日本語吹替 - 林真里花
救命士。ジョーダンの親友。
アニー・キャラハン
演 - サラ・ジェーン・モリス
TCの義姉。
ジョーイ・チャベス
演 - アダム・ロドリゲス、日本語吹替 - 阪口周平
シーズン2から新しく赴任してきた外科医。明るい性格で医師としても優秀だが、ヨガの精神を愛する変わり者。従軍経験を持ち、息子をガンで亡くした過去がある。
ジュリアン・カミングス
演 - ジェームズ・マクダニエル
ポールの父親で、有名な脳神経外科医。
ニーナ・アルバレス
演 - ブリアナ・マリン
シド・ジェニングス
演 - ジェニファー・ビールス
ジェシカ・サンダース
演 - アナリン・マッコード、日本語吹替 - 竹田まどか
ブリアナ
演 - カイラ・ケネディ
ケイン・ディアス
演 - マーク・コンスエロス、日本語吹替 - 三上哲
ベラ
演 - エリカ・タゼル

## エピソード一覧

### シーズン一覧
| シーズン | シーズン | エピソード | 米国での放送日 | 米国での放送日 |
| シーズン | シーズン | エピソード | 初回           | 最終回         |
| -------- | -------- | ---------- | -------------- | -------------- |
|          | 1        | 8          | 2014年5月27日  | 2014年7月15日  |
|          | 2        | 14         | 2015年2月23日  | 2015年5月18日  |
|          | 3        | 13         | 2016年6月1日   | 2016年8月31日  |
|          | 4        | 10         | 2017年6月22日  | 2017年8月31日  |

### シーズン1 （2014年）
| 通算 | 話数 | タイトル     | 原題             | 監督                     | 米国放送日    | 視聴者数 (万人) |
| ---- | ---- | ------------ | ---------------- | ------------------------ | ------------- | --------------- |
| 1    | 1    | 始まりの夜   | Pilot            | ピエール・モレル         | 2014年5月27日 | 767             |
| 2    | 2    | 心の疼く夜   | Second Chances   | Bill Johnson             | 2014年6月3日  | 687             |
| 3    | 3    | 豚が暴れた夜 | Hog Wild         | Sanford Bookstaver       | 2014年6月10日 | 670             |
| 4    | 4    | アラモの夜   | Grace Under Fire | Kevin Dowling            | 2014年6月17日 | 625             |
| 5    | 5    | 大停電の夜   | Storm Watch      | エリク・ラ・サル         | 2014年6月24日 | 592             |
| 6    | 6    | 戦士たちの夜 | Coming Home      | David Boyd               | 2014年7月1日  | 687             |
| 7    | 7    | 囚われた夜   | Blood Brothers   | マーサ・クーリッジ       | 2014年7月8日  | 636             |
| 8    | 8    | 終わらぬ夜   | Save Me          | ヴィンセント・ミシアーノ | 2014年7月15日 | 605             |

### シーズン2 （2015年）
| 通算 | 話数 | タイトル           | 原題                   | 監督                       | 米国放送日    | 視聴者数 (万人) |
| ---- | ---- | ------------------ | ---------------------- | -------------------------- | ------------- | --------------- |
| 9    | 1    | 新たなる夜         | Recovery               | エリク・ラ・サル           | 2015年2月23日 | 552             |
| 10   | 2    | 夢破れる夜         | Back at the Ranch      | Timothy Busfield           | 2015年3月2日  | 613             |
| 11   | 3    | 誓いを立てた夜     | Eyes Look at Your Last | エリク・ラ・サル           | 2015年3月9日  | 545             |
| 12   | 4    | 別れを告げる夜     | Shock to the Heart     | David Boyd                 | 2015年3月16日 | 536             |
| 13   | 5    | 濃霧の夜           | Fog of War             | David Boyd                 | 2015年3月23日 | 544             |
| 14   | 6    | ゾンビが騒ぐ夜     | Ghosts                 | ジェイソン・プリーストリー | 2015年3月24日 | 404             |
| 15   | 7    | 落ちる夜           | Need to Know           | Jay Chandrasekhar          | 2015年3月30日 | 504             |
| 16   | 8    | ヒーローの倒れた夜 | Best Laid Plans        | Tara Nicole Weyr           | 2015年4月6日  | 553             |
| 17   | 9    | 親子をつなぐ夜     | Parenthood             | David Boyd                 | 2015年4月13日 | 552             |
| 18   | 10   | 試練の夜           | Aftermath              | Allison Liddi-Brown        | 2015年4月20日 | 537             |
| 19   | 11   | 命懸けの夜         | Hold On                | Timothy Busfield           | 2015年4月27日 | 494             |
| 20   | 12   | 満月の夜           | Moving On              | エリク・ラ・サル           | 2015年5月4日  | 553             |
| 21   | 13   | 離れ離れの夜       | Sunrise, Sunset        | ケヴィン・フックス         | 2015年5月11日 | 492             |
| 22   | 14   | 命が消えた夜       | Darkest Before Dawn    | エリク・ラ・サル           | 2015年5月18日 | 520             |

### シーズン3 （2016年）
| 通算 | 話数 | タイトル         | 原題                            | 監督              | 米国放送日    | 視聴者数 (万人) |
| ---- | ---- | ---------------- | ------------------------------- | ----------------- | ------------- | --------------- |
| 23   | 1    | 雷鳴の夜         | The Times They Are A-Changin'   | Timothy Busfield  | 2016年6月1日  | 481             |
| 24   | 2    | 旅立ちの夜       | The Thing with Feathers         | Timothy Busfield  | 2016年6月8日  | 418             |
| 25   | 3    | すれ違いの夜     | The Way Back                    | Tara Nicole Weyr  | 2016年6月15日 | 447             |
| 26   | 4    | 怒りに包まれた夜 | Three-Two-One                   | Oz Scott          | 2016年6月22日 | 430             |
| 27   | 5    | 死と向き合う夜   | Get Busy Livin'                 | Dailyn Rodriguez  | 2016年6月29日 | 446             |
| 28   | 6    | 猛暑の夜         | Hot in the City                 | Darnell Martin    |               |                 |
| 29   | 7    | 母と娘の夜       | By Dawn's Early Light           | Louis Shaw Milito | 2016年7月6日  | 574             |
| 30   | 8    | 勝負の夜         | All In                          | Tara Nicole Weyr  | 2016年7月13日 | 628             |
| 31   | 9    | 吹き飛ぶ夜       | Unexpected                      | Marisol Adler     | 2016年7月27日 | 532             |
| 32   | 10   | 希望と失望の夜   | Between a Rock and a Hard Place | Jeff Judah        | 2016年8月3日  | 500             |
| 33   | 11   | 心乱れる夜       | Trust Issues                    | Oz Scott          |               |                 |
| 34   | 12   | 燃える夜         | Emergent                        | Timothy Busfield  | 2016年8月24日 | 552             |
| 35   | 13   | 立ち向かう夜     | Burned                          | Tara Nicole Weyr  | 2016年8月31日 | 543             |

### シーズン4 （2017年）
| 通算 | 話数 | タイトル       | 原題             | 監督             | 米国放送日    | 視聴者数 (万人) |
| ---- | ---- | -------------- | ---------------- | ---------------- | ------------- | --------------- |
| 36   | 1    | あらがう夜     | Recoil           | Marisol Adler    | 2017年6月22日 | 359             |
| 37   | 2    | 決意の夜       | Off the Rails    | Oz Scott         | 2017年6月29日 | 415             |
| 38   | 3    | 和解の夜       | Do No Harm       | Marisol Adler    | 2017年7月6日  | 424             |
| 39   | 4    | 祈りを捧げる夜 | Control          | Oz Scott         | 2017年7月13日 | 441             |
| 40   | 5    | 緊迫の夜       | Turbulence       | Timothy Busfield | 2017年7月20日 | 423             |
| 41   | 6    | 絆と孤独の夜   | Family Matters   | Eoin Macken      | 2017年7月27日 | 445             |
| 42   | 7    | 英雄たちの夜   | Keep the Faith   | Timothy Busfield | 2017年8月10日 | 309             |
| 43   | 8    | 乗っ取られた夜 | R3B0OT           | Terrell Clegg    | 2017年8月17日 | 352             |
| 44   | 9    | 自由を求めた夜 | Land of the Free | Gabe Sachs       | 2017年8月24日 | 372             |
| 45   | 10   | 夜明け         | Resurgence       | Jeff Judah       | 2017年8月31日 | 308             |